# 松浦未南
松浦 未南（まつうら みなみ、2002年1月26日 - ）は、山口県出身のハンドボール選手。日本ハンドボールリーグ（リーグH）の香川銀行GiraSol kagawa所属。

## 経歴
山口県立華陵高等学校時代は第8回ユースアジア選手権大会の日本代表U-18に選出。
大阪体育大学時代は2022年の全日本学生選手権大会の優勝に貢献し、優秀選手賞（ベストセブン）に選出された。
2024年に日本ハンドボールリーグ（リーグH）の香川銀行GiraSol kagawaに加入。シーズンはリーグ4位となる167得点を挙げ、最優秀新人賞に選ばれた。
2025年は日韓定期戦で日本代表に初選出された。

## 詳細情報

### 年度別成績
| 年           | チーム       | 試合 | フィールド 得点 | 率   | 7m    | 合計    | 警告 | 退場 | 失格 |
| ------------ | ------------ | ---- | --------------- | ---- | ----- | ------- | ---- | ---- | ---- |
| 2024-25      | 香川銀行     | 29   | 143/260         | .550 | 24/30 | 167/290 | 0    | 8    | 0    |
| リーグH：1年 | リーグH：1年 | 29   | 143/260         | .550 | 24/30 | 167/290 | 0    | 8    | 0    |

### タイトル・表彰

#### 日本ハンドボールリーグ (リーグH)
- 最優秀新人賞：1回 (2024年)

### 背番号
- 27 (2024年 - )

## 代表歴

### 日本代表
- 日韓定期戦 (2025年)

### 日本代表U-18
- 第8回女子ユースアジア選手権 (2019年)